# Sulfolobales
A Sulfolobales a Thermoprotei osztály egy rendje. Az archeák – ősbaktériumok – egysejtű, sejtmag nélküli prokarióta szervezetek.

## DNS-transzfer
Sulfolobus solfataricus kitevése DNS károsító szereknek UV-sugárzásnak, bleomicinnek vagy mitomicin C-nek sejt egyesülést idéz elő. Más fizikai stresszorok például pH vagy hőmérséklet eltolódás nem idéz elő egyesülést, ami arra utal hogy az egyesülés indukcióját specifikusan a DNS károsodás idézi elő. Ajon et al. Kimutatta hogy az UV-indukált sejt egyesülés kromoszomális jelzés cserét közvetít magas gyakorisággal. A rekombináció aránya felülmúlja a nem indukált tenyészetekét akár három nagyságrenddel.Frols et al. és Ajon et al. feltételezik hogy az UV indukálható DNS transzfer folyamat és az azutáni homológ rekombinációs javítás egy fontos mechanizmusát képviseli a kromoszóma sértetlenség fenntartásának. Ez válasz lehet a szexuális kölcsönhatás egy primitív formájára, hasonlít a jobban tanulmányozott bakteriális transzformációra, ami szintén sejtek közti DNS transzferrel társul vezetve a homológ rekombinációs DNS-károsodás javításhoz. Egy másik rokon fajban a Sulfolobus acidocaldariusban az UV-sugárzás szintén növeli a gyakoriságát a rekombinációnak a genetikai csere következtében.

## Azupsoperon
A Sulfolobus fajok ups operonja nagyon indukált UV-sugárzás által. Ez az operon kódolja a pilust amit alkalmazva van a sejt egyesülés előmozdításában, ami szükséges az azutáni sejtek közti DNS cseréhez eredményezve homológ rekombinációt. A Sulfolobales acidocaldarius ups operonjának egy tanulmánya kimutatta hogy egy az operon gének közül saci-1497 egy endonukleáz III kódol ami az UV károsodott DNS-be vág be, és másik gén az  operonból saci-1500 egy RecQ-szerű helikázt kódol ami képes szétcsavarni a homológ rekombináció intermediereket például a Holliday csomópontokat. (van Wolferen et al., 2015). Javasolták hogy a Saci-1497 és Saci-1500 egy homológ rekombináció alapú DNS-javító mechanizmusban működnek ami átvitt DNS-t használ templátként. Így úgy gondolják hogy az ups rendszer kombinációban a homológ rekombinációval egy DNS károsodás reakciót ad ami megmenti a Sulfolobalest a  DNS-károsító fenyegetésektől.